# مردم کومی
مردم کومی مردم اورالی هستند که در شمال شرق روسیه اروپایی و در حوزهٔ رودهای پچورا و کامه زندگی می‌کنند. آنان در جمهوری کومی، سرزمین پرم، استان مورمانسک، ناحیه خودگردان خانتی-مانسی و ناحیه خودگردان یامالو-ننتس سکونت دارند. آنان زیرگروه مردمان فین‌واوگری هستند و خود به ۸ گروه کوچک‌تر تقسیم می‌شوند.